# The Ultimate Weapon
The Ultimate Weapon ist ein kanadischer Actionfilm mit Hulk Hogan von Jon Cassar aus dem Jahr 1997.

## Handlung
Ben „Hardball“ Cutter ist ein Söldner, der für ein US-amerikanisches Unternehmen arbeitet. Sein neuer Partner ist Vince „Cobra“ Dean, der Sohn seines früheren besten Freundes. Bei einem Einsatz in Trebor (Serbien) nehmen sie ein Waffenlager hoch und überlassen es vermeintlichen Truppen der Blauhelme. Cutter findet aber heraus, dass die Männer in Wirklichkeit eine Waffenlieferung an die IRA planen. Kurzerhand zerstören er und Dean eigenmächtig das Lager. Cutter wird entlassen und zieht den Ärger von Senator McBride auf sich, der hinter dem Deal steckt.
Nachdem Cutter zu Hause seiner Freundin einen Heiratsantrag gemacht hat, versucht er seine Tochter Mary Kate zu finden, die bei der Großfamilie seiner Exfrau aufgewachsen und jetzt als Stripperin arbeitet. Das erste Aufeinandertreffen nach 20 Jahren endet nicht gerade zu Gunsten des Vaters. Zwischenzeitlich hat auch McBride herausbekommen, dass Cutter eine Tochter hat. Er lockt sie unter falschen Versprechungen in seine Villa und versucht sie dort zu vergewaltigen. Es gelingt ihr jedoch zu entkommen und einen USB-Stick zu entwenden.
Als Cutter wieder zu Mary Kate fahren will, taucht Dean auf. Die beiden machen sich zusammen auf die Suche nach Cutters Tochter. Als sie im Apartment auftauchen, sind Mary Kates Mitbewohner längst tot. Cutter versteckt Mary Kate bei sich zu Hause und sucht das Anwesen des Senators auf, der ihn jedoch überwältigen lässt und gefangen nimmt. Da Cutters Freundin den Stick kopiert hatte, kann er sich etwas Zeit erkaufen. McBride macht sich jedoch mit seinen Männern auf den Weg zu Cutters Ranch. In dessen Abwesenheit kann sich Cutter befreien und macht sich ebenfalls auf den Weg.
Dean kann die Männer nur mühsam aufhalten. Cutters Freundin wird gefangen genommen und Mary Kate flieht in den Wald. Als Cutter die Szenerie betritt, kommt es zum Showdown, in dessen Verlauf Dean schwer verwundet wird und McBride und seine Gefolgsmänner sterben.

## Kritiken
Nach mehreren Action-Komödien wie Der Ritter aus dem All, Secret Agent Club und Mr. Babysitter ist dies Hogans erster Ausflug ins ernste Actiongenre. Der Film fiel bei allen Kritikern durch.

„Öder Actionfilm mit Wrestling-Star Hulk Hogan, der das Potenzial des Genres einmal mehr für eine sattsam vertraute Geschichte plündert.“

„Wrestling-Star Hulk Hogan nimmt sich hier ausnahmsweise ernst. Das geht bös nach hinten los. Krude Hau-drauf-Action ohne Sinn und Verstand.“